# Helene Wenck-Birgfeld

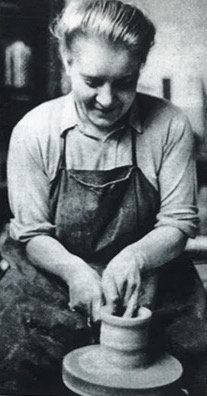
Helene Wenck-Birgfeld, in: H. Franz, Ateliergemeinschaft Klosterstraße: 40 Künstler unter einem Dach, Sonderbericht für die Luftwaffenzeitschrift Der Adler, nach 1940. Bildunterschrift: „Die Keramikerin an der Töpferscheibe. Helene Wenck-Birgfeld, die übrigens den ersten in Berlin aufgestellten elektrischen Brennofen in Gebrauch hat, befa[ss]t sich vor allem mit künstlerischer Keramik.“

Helene Marie Louise Wenck-Birgfeld (geb. Wenck; geboren am 28. April 1896 in Hamburg; gestorben 1965) war eine deutsche Keramikerin, Bildhauerin und Kunsthandwerkerin. Sie war in den 1930er Jahren Teil der Ateliergemeinschaft Klosterstraße.

## Leben und Wirken
Der Werdegang Wenck-Birgfelds ist kaum bekannt. Sie besuchte die Unterrichtsanstalt des Kunstgewerbemuseums Berlin (UAKGM), wo sie eine Ausbildung als Bildhauerin und Töpferin absolvierte.
Am 2. September 1939 heiratete sie im Standesamt Berlin-Treptow den Musiker Alfred Robert Birgfeld (26.08.1883 – 01.05.1949). (Dessen Großvater Friedrich Christian Birgfeld (1773–1817), ebenfalls Musiker, war zugleich der Urgroßvater von Eduard Birgfeld).

### Ateliergemeinschaft Klosterstraße
Von 1933 bis 1943 war Wenck-Birgfeld in der Ateliergemeinschaft Klosterstraße in der Berliner Klosterstraße 75 aktiv. In den Jahren 1936 bis 1939 belegte sie dort Atelier Nummer sieben.
Das Gebäude der Ateliergemeinschaft Klosterstraße wurde gegen Ende des Zweiten Weltkrieges durch Sprengbomben oberhalb der Kellerräume völlig zerstört. Durch die Vermittlung der Behörden fanden Wenck-Birgfeld, Magdalena Müller-Martin, Maria Brück, Carl Brunotte und Johannes Schiffner Ende 1944 ein vorübergehendes Arbeitsdomizil im Bendlerblock in Berlin-Schöneberg. Die dort arbeitenden Künstlerinnen und Künstler besaßen einen elektrischen Brennofen und stellten zu dieser Zeit ausschließlich glasierte Arbeiten her.

### Werkstatt
Von mindestens 1945 bis 1957 führte Wenck-Birgfeld in Berlin eine eigene Werkstatt, davon bis etwa 1951 in der Bendlerstraße im Gebäude des ehemaligen Oberkommandos des Heeres.

### Lehrtätigkeit
Wenck-Birgfeld übte bereits während ihrer Zeit in der Ateliergemeinschaft Klosterstraße eine Lehrtätigkeit aus. Im September 1937 wurde sie von dem Bildhauer Hermann Düttmann und den Malern Fritz-Paul Blum und Kurt Haase-Jastrow denunziert, da sie jüdische Schülerinnen in ihrem Keramik-Atelier unterrichtete.
Eine ehemalige Schülerin Wenck-Birgfelds, Katja Friedländer, berichtete, dass sie sich an eine „wunderbare freundliche Atmosphäre“ bei Wenck-Birgfeld erinnere und dass sie sich „dort sehr wohl fühlte“.
Zu Wenck-Birgfelds Schülerinnen zählte auch Dorothee Colberg-Tjadens, die von 1940 bis 1942 eine Töpferlehre bei ihr absolvierte. Colberg-Tjadens erinnerte sich: „Bereits 1939 lernte ich Helene Wenck-Birgfeld kennen, weil wir bei ihr unsere Arbeiten in Ton brennen durften. Gleich nach dem Abitur und Arbeitsdienst 1940 ging ich dann 2 Jahre zu ihr in die Lehre. Ihrem Atelier direkt gegenüber lag das Atelier [von Ottilie und Ludwig Kasper].“

## Werk
Wenck-Birgfeld schuf im Laufe ihrer Karriere insbesondere Services, Vasen, Lampenfüße und Schalen.

### Werke in Sammlungen

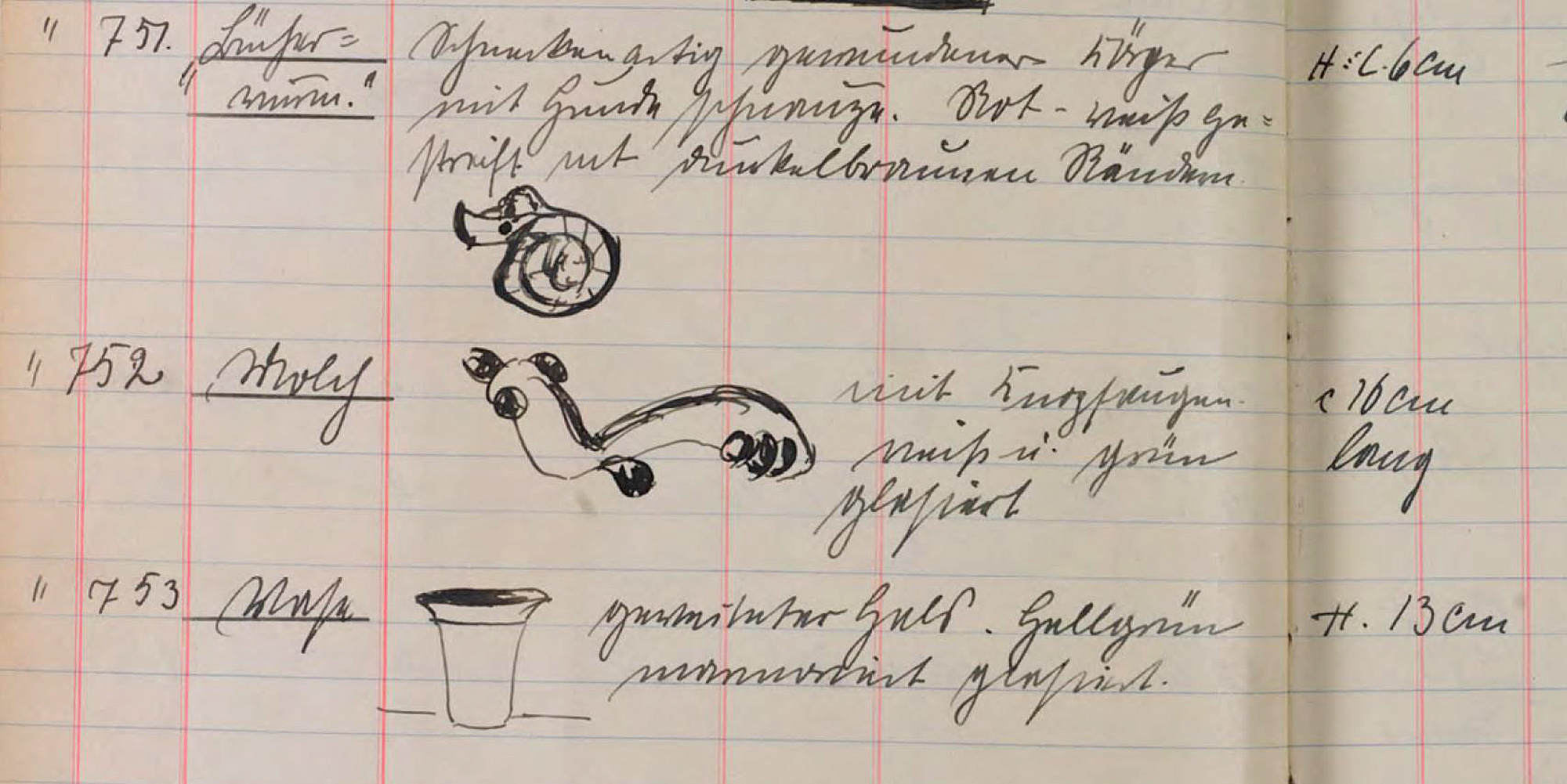
Märkisches Museum: Inventarbuch XVI, Ausschnitt Inventarnummern XVI 751 bis XVI 753. Sammlung Stiftung Stadtmuseum Berlin, Hausarchiv.

Zwei Kleinplastiken und eine grün geflammte Vase Wenck-Birgfelds bewahrt das Berliner Stadtmuseum. Alle drei Objekte entstanden um 1931 in Berlin. In der Sammlung des Berliner Bröhan-Museums befindet sich eine Steinzeug-Vase Wenck-Birgfelds mit Craquelé-Glasur. Außerdem sind einige Keramikarbeiten Wenck-Birgfelds in der Sammlung des Berliner Keramik-Museums vertreten, darunter eine Bodenvase aus den 1930er Jahren, ebenfalls mit Craquelé-Glasur. 

## Ausstellungen

### Übersicht Ausstellungen (Auswahl)
- Ansehen! Kunst und Design von Frauen 1880–1940, Bröhan-Museum, 23. Juni bis 4. September 2022
- Freie und angewandte Kunst, Ausstellung der Ateliergemeinschaft Klosterstraße, in den Räumen der AWAG am Leipziger Platz, 16. Juni bis 12. Juli 1941 [Ankauf am 24. Juli 1941 von Werken aus der Ausstellung der Ateliergemeinschaft Klosterstraße von Wenck-Birgfeld, Käthe Dressler, Jürgen Klein, Kurt Haase-Jastrow und Herbert Tucholski.][20][21]
- Freie und angewandte Kunst, Ausstellung der Ateliergemeinschaft Klosterstraße, 14. März bis 22. April 1941 [Ankauf im Mai 1939 von Werken aus der Ausstellung der Ateliergemeinschaft Klosterstraße von Wenck-Birgfeld, Hans E. Gassmann, Herbert Tucholski, Werner Heldt und Kurt Lehmann. Der Ankauf erfolgte wahrscheinlich vom Reichsministerium für Volksaufklärung und Propaganda.][20]
- Ausstellung der Ateliergemeinschaft Klosterstraße, Kunstverein Rostock, 16. Januar bis 13. Februar 1938[20]
- Herbst-(Muster-)Messe, Leipzig, 1935[5]